# Herbert Engel
Herbert Engel (29 de Junho de 1912 - 4 de Janeiro de 1991) foi um comandante de U-Boot que serviu na Kriegsmarine durante a Segunda Guerra Mundial.